# Martin Rolinski
Martin Andrzej Rolinski (* 23. června 1982 Göteborg, Švédsko) je švédský zpěvák polského původu.
Byl frontmanem švédské synthpopové skupiny BWO (Bodies without Organs). Když byl malý studoval katolickou školu a měl opravdový talent pro tenis. Patřil k nejlepším juniorům ve Švédsku a bylo mu nabídnuto místo na tenisové škole v americkém Texasu, ale rozhodl se studovat ve Švédsku.

## Kariéra

### 2001: Popstars
Svou kariéru započal v roce 2001, kdy se vsadil s kamarády, že půjde na konkurz televizní reality show Popstars, kde se hledali noví umělci. Dostal se do finální skupiny, ale byl vyřazen vprostřed sezóny, a tudíž se nepřipojil k vítězné skupině Supernatural.

### 2002—2012: Po soutěži
Nicméně po reality show Popstars, v roce 2002 Martin pracoval s Andersеm Hanssonеm, který byl v kontaktu s Alexanderem Bardem. Prostřednictvím Andersе Hanssona se Martin spojil s Alexanderem Bardem a Martin se následně stal frontmanem Alexandrovi nové skupiny BWO, a to spolu s Marinou Schiptjenko a Alexanderem Bardem.

### 2013: Melodifestivalen
Zúčastnil se švédského národního kola Melodifestivalenu 2013 ve snaze reprezentovat Švédsko na Eurovision Song Contest 2013. Ve 3. semifinále, které se konalo 16. února 2013, zazpíval píseň "In and Out of Love". Umístil se na děleném 3. a 4. místě a kvalifikoval se do druhé šance dne 2. března 2013. Prohrál duel s vítězem národního kola Robinem Stjernbergem, který zpíval píseň "You" a byl tedy vyřazen ze soutěže. I přes toto se jeho píseň umístila následující týden v žebříčku Sverigetopplistan na čísle 37.

## Osobní život
Vyrůstal ve městě Göteborg, ve Švédsku s oběma rodiči pocházejícími z Polska. Je jejich jediným potomkem a plynně mluví polsky. Martin studoval automatizaci a mechatroniku na Chalmerské univerzitě technologie v Göteborgu. Dne 20. září 2008 si vzal snoubenku, Katarinu Jansson.

## Diskografie

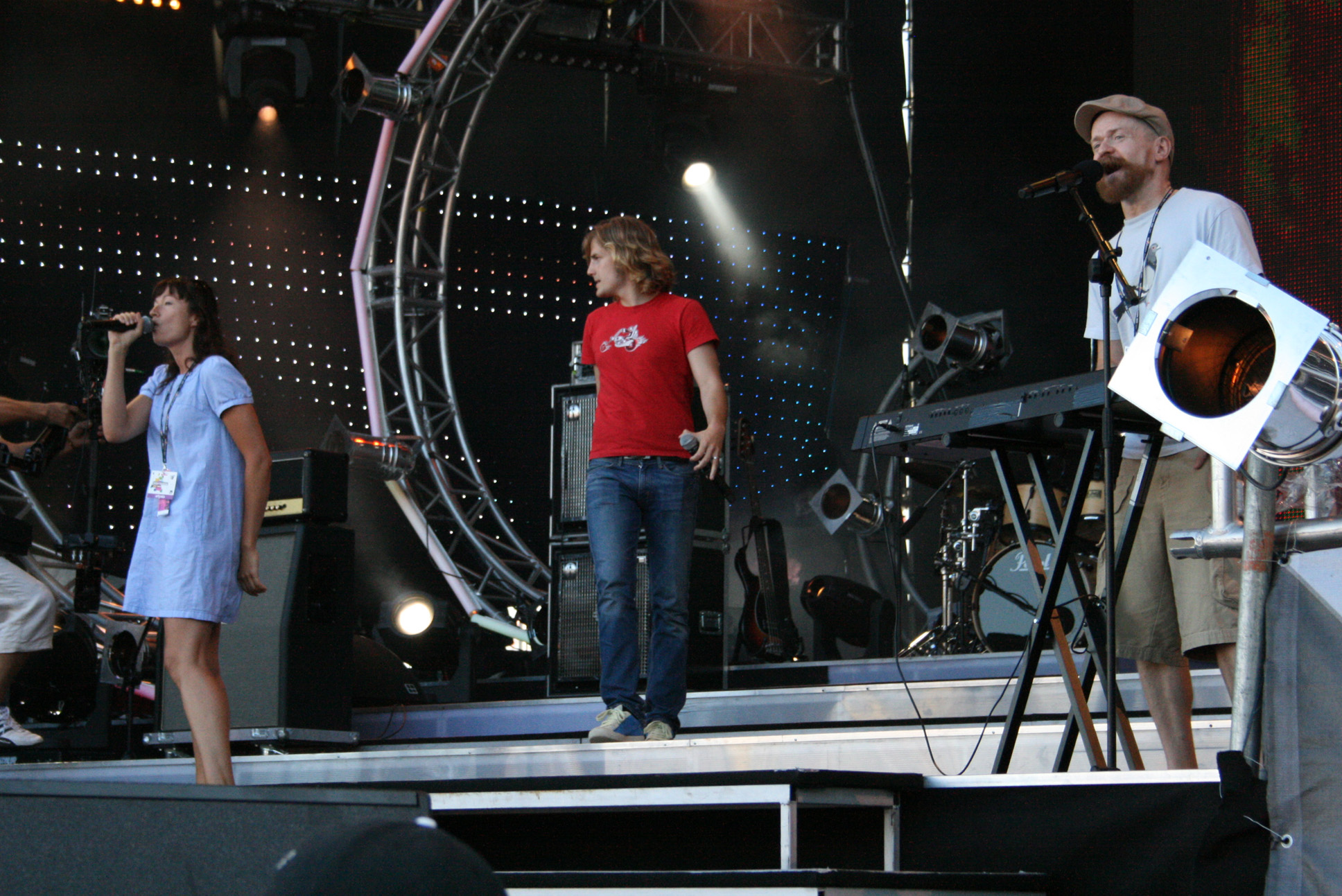
BWO (Bodies Without Organs)

### Singly
| Rok  | Singl                         | Nejvyšší dosažená pozice | Certifikace | Album          |
| Rok  | Singl                         | SWE                      | Certifikace | Album          |
| ---- | ----------------------------- | ------------------------ | ----------- | -------------- |
| 2011 | "Blame It on a Decent Matter" | —                        |             |                |
| 2013 | "In and Out of Love"          | 22                       |             | Nealbový singl |

### Videoklipy
- Golden Rays
- Hanging On The Phone
- Killer Queen